# Grünheide (Auerbach/Vogtl.)
Grünheide war ein Ortsteil der Großen Kreisstadt Auerbach/Vogtl. im sächsischen Vogtlandkreis. Es gehörte ursprünglich zu den Auerbacher kleinen Waldorten und um 1875 zu Tannenbergsthal. Seit 1905 gehörte die Siedlung zu Vogelsgrün, welches 1950 nach Schnarrtanne eingemeindet wurde. Dieses wiederum gehört seit 1994 als Ortschaft Schnarrtanne-Vogelsgrün zur Stadt Auerbach/Vogtl. 2008 wurde Grünheide als offizielle Ortschaft Auerbachs gestrichen.

## Geographie

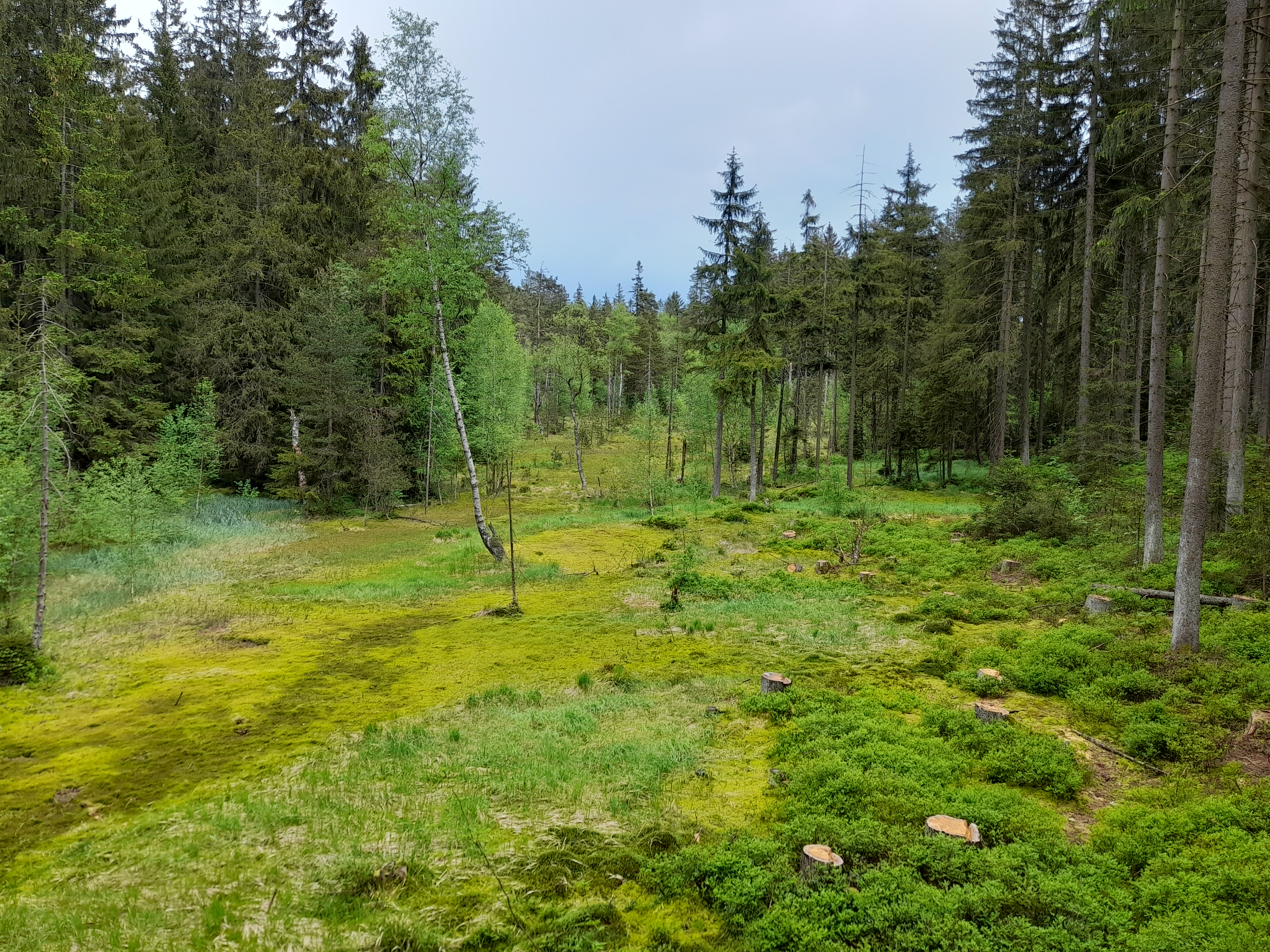
NSG Grünheider Hochmoor

### Geographische Lage
Grünheide liegt im Südosten des sächsischen Teils des historischen Vogtlands in den Auerbacher Wäldern östlich von Beerheide und südöstlich von Auerbach auf etwa 700 m. Südlich liegt das Grünheider Hochmoor. Die Bäche um Grünheide entwässern zum größten Teil zur südlich der Ortslage gelegenen Zwickauer Mulde, lediglich die nordwestlich des Orts befindlichen Bäche fließen nach Norden in die Göltzsch. Grünheide liegt im Naturpark Erzgebirge/Vogtland am Übergang der Naturräume Vogtland und Westerzgebirge.

### Nachbarorte
| Hohengrün | Bad Reiboldsgrün, Albertsberg               | Carolagrün                            |
| Beerheide | Kompassrose, die auf Nachbargemeinden zeigt |                                       |
|           | Jägersgrün                                  | Morgenröthe-Rautenkranz (Rautenkranz) |

## Geschichte

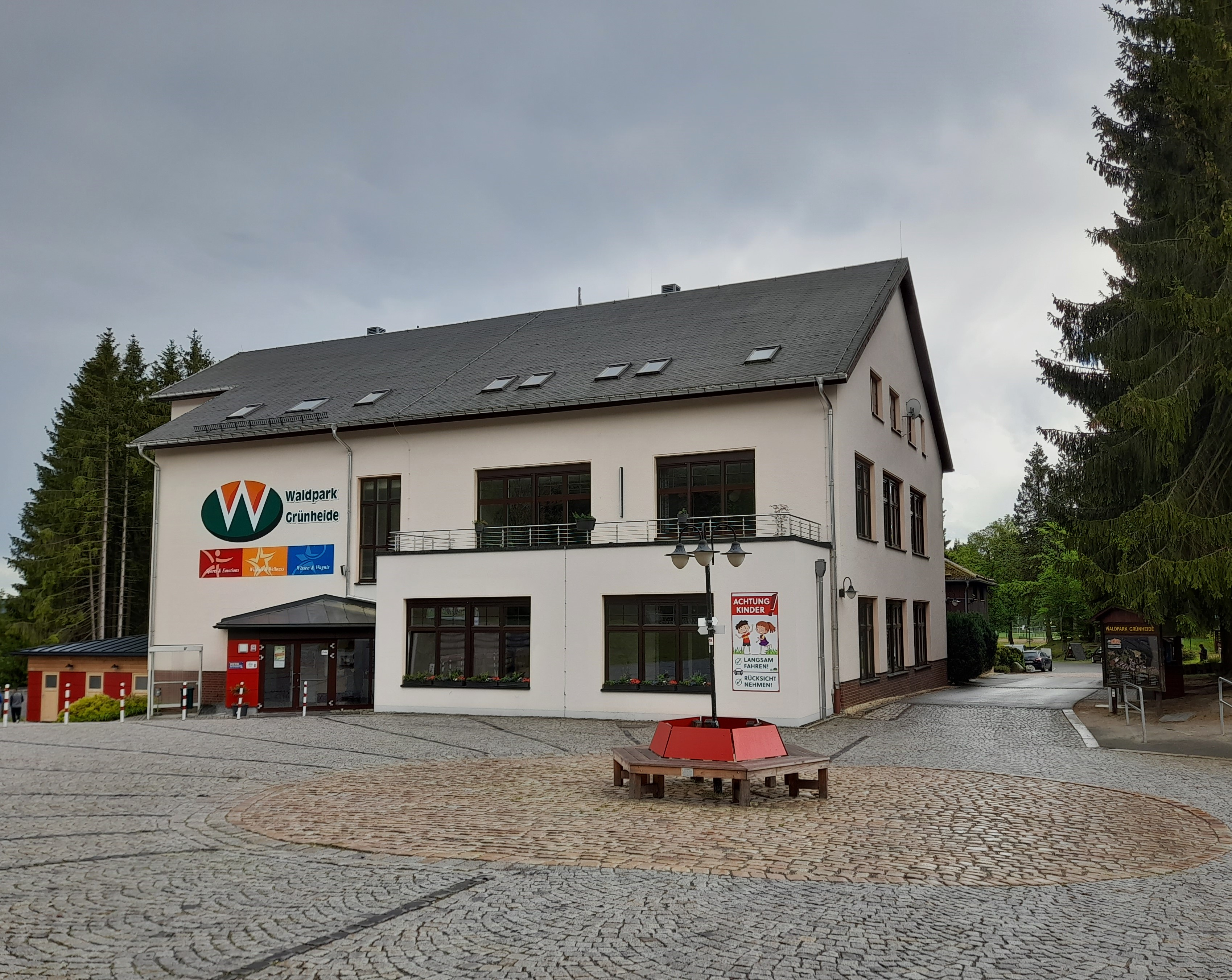
KiEZ Waldpark Grünheide, Haus Vogtland

Grünheide ist spätestens 1771 als amtsunmittelbares Gruͤnheyde ... ein Waldguth und Forsthaus ersterwähnt. Damals lebte im Waldgut ein besessener Mann. Spätere Namensformen sind Grünheyde (1804), Grünheide/Grünhaide (1816) und Grünhaide (1875). 1834 gehörte Grünheide zu den Auerbacher kleinen Waldorten, ab 1875 zu Tannenbergsthal. 1905 war der Ort Teil von Vogelsgrün und damit ab 1950 Ortsteil von Schnarrtanne. Seit 1994 gehört es zu Auerbach und wurde 2008 als eigener Ortsteil gestrichen. Grünheide gehört zur Ortschaft Schnarrtanne-Vogelsgrün. Die Einwohnerzahl Grünheides wurde häufig mit der Georgengrüns gemeinsam aufgeführt. 1871 und 1875 gab es 2 Häuser mit 13 (1871) bzw. 12 (1875) Einwohnern.
Grünheide war bis 2018 staatlich anerkannter Erholungsort.
Bekannt ist Grünheide heute durch das 18 ha große KiEZ Waldpark Grünheide mit Jugendherberge, dessen Geschichte bereits im Jahr 1887 als Ferienheim für Leipziger Großstadtkinder begann.